# أرمين مازمانيان
أرمين مازمانيان (بالأرمنية: Արմեն Մազմանյան)‏ ولد في يريفان عام 1960م، هو مخرج مسرحي، وممثل، ومخرج سينمائي من أرمينيا، شغل منصب مدير معهد الدولة (YSITC) للسينما والمسرح. وتوفي في عام 2014 م.

## روابط خارجية
- أرمين مازمانيان على موقع IMDb (الإنجليزية)
- أرمين مازمانيان على موقع كينوبويسك (الروسية)